# Jechiel Michel Epstein

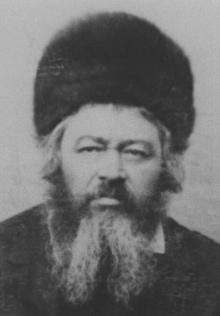
Jechiel Michel Epstein

Rabbi Jechiel Michel Halevi Epstein (Yechiel Michel Epstein; geboren am 24. Januar 1829 in Bobruisk, Russisches Reich, heute Belarus; gestorben am 24. Februar 1908) war eine halachische Autorität und Posek in Litauen, oft Aruch ha Shulchan genannt nach seinem Hauptwerk.

## Leben
Er war ein Levi (auch als Namensbestandteil: ha-Levi), seine Familie war wohlhabend und gehörte zu den Waffenlieferanten der zaristischen Armee. Epstein studierte die Tora am Wohnort, heiratete, erhielt die Smicha und wurde 1863 Rabbiner von Novozypkov (östlich von Minsk), dort gab es eine große Anzahl chassidischer Juden, die meisten Anhänger von Chabad Lubavitch. Epstein tat sich mit deren geistlichem Oberhaupt, Menachem Mendel Schneersohn, zusammen und vergrößerte so seine Akzeptanz in chassidischen Kreisen; neun Jahre später wurde Epstein Rabbi von Novogrudok (südlich von Minsk), wo er über 30 Jahre bis zu seinem Tode wirkte.